# M'as-tu vu en cadavre ?
M’as-tu vu en cadavre est un roman policier français de Léo Malet, paru en 1956 aux Éditions Robert Laffont.  Cest le sixième des Nouveaux Mystères de Paris, série ayant pour héros Nestor Burma.

## Résumé
Un après-midi d’octobre, Hélène, la secrétaire de Nestor Burma, attend en vain Auguste Colin, un homme d’une soixantaine d’années qui devait venir la voir pour lui emprunter de l’argent. 
Peu après, arrive Madeleine Souldre, directrice de l'Agence Interstar de la rue de Paradis et impresario du chanteur Gil Andréa. Elle demande à Burma de découvrir ce qui tracasse son meilleur artiste et lui fait perdre tous ses moyens depuis quelques jours. Le détective n’est guère enchanté d’avoir à enquêter dans le milieu du music-hall, qu’il juge avoir perdu tout son lustre depuis la disparition d’Édith Piaf. Et Gil Andréa, bellâtre qui beugle la chansonnette et grignote son piano, ne le fera pas changer d’avis. Or, ce qui tourmente l’artiste, ce sont ses admiratrices de son club. Puisque Burma ne peut accéder à ce milieu exclusivement féminin, il y envoie sa secrétaire Hélène. 
Pendant ce temps, de son côté, Burma explore d'autres pistes, ce qui lui vaut d'être agressé, tabassé et dépouillé. Le lendemain matin, patraque, il appelle Hélène à son secours et, pendant qu'elle panse ses plaies, la fidèle secrétaire lui livre son rapport. Il n'est guère réjouissant, car derrière le sélect Club Gil Andréa se dissimule un réseau de traite des Blanches.

## Aspects particuliers de l'ouvrage
Le roman se déroule dans le 10e arrondissement de Paris.
M’as-tu vu en cadavre ? se distingue des autres romans de Léo Malet mettant en scène Nestor Burma par son ton plus léger et humoristique, en dépit (et peut-être en raison) des nombreux cadavres sur lesquels bute le héros au cours de son enquête.
Une partie de l'enquête est menée, et narrée, par Hélène, l'intrépide secrétaire de Burma.

## Éditions
- Éditions Robert Laffont, 1956
- Le Livre de poche no 3330, 1972
- Fleuve noir, Les Nouveaux mystères de Paris no 2, 1982
- Éditions Robert Laffont, collection Bouquins, 1986 ; réédition en 2006
- 10-18, Grands détectives no 1888, 1987
- Presses de la Cité, 1989

## Adaptations

### Au cinéma
- 1981 : Nestor Burma, détective de choc, film français réalisé par Jean-Luc Miesch, adaptation du roman M'as-tu vu en cadavre ?, avec Michel Serrault (Nestor Burma).

### En bande dessinée
- M’as-tu vu en cadavre ? de Léo Malet, adapté par le dessinateur Jacques Tardi, Paris, Casterman, 2000.  (ISBN 2-203-39925-2)[1]

## Sources
- Jacques Baudou (dir.), Les Nombreuses Vies de Nestor Burma, Nantes, Les Moutons électriques, coll. « La Bibliothèque rouge no 18 », 2010, 333 p. (ISBN 978-2-36183-003-8, OCLC 670472170), p. 115-116.
- Francis Lacassin, Sous le masque de Léo Malet, Nestor Burma, Amiens, Encrage, coll. « Portraits » (no 4), 1991 (ISBN 978-2-906-38932-8, OCLC 406670086), p. 70-72
- Jean Tulard, Dictionnaire du roman policier : 1841-2005. Auteurs, personnages, œuvres, thèmes, collections, éditeurs, Paris, Fayard, 2005, 768 p. (ISBN 978-2-915793-51-2, OCLC 62533410), p. 484.